# Lacertaspis gemmiventris
Espèce
Synonymes
- Lygosoma gemmiventris Sjöstedt, 1897

Lacertaspis gemmiventris est une espèce de sauriens de la famille des Scincidae.

## Répartition
Cette espèce se rencontre au Cameroun et sur l'île de Bioko en Guinée équatoriale.

## Publication originale
- Sjöstedt, 1897 : Zwei neue Eidechsen aus West-Afrika. Zoologischer Anzeiger, vol. 20, p. 56 (texte intégral).